# Band of Robbers
Band of Robbers is een Amerikaanse komische misdaadfilm uit 2015, geschreven en geregisseerd door de broers Aaron en Adam Nee. De film is gebaseerd op de romans De lotgevallen van Tom Sawyer (1876) en De lotgevallen van Huckleberry Finn (1884) van Mark Twain.

## Verhaal
Wanneer Huck Finn uit de gevangenis wordt vrijgelaten, wordt hij begroet door zijn levenslange vriend Tom Sawyer, nu een ondermaats presterende agent die hun kinderdromen van rijkdom en glorie maar niet kan loslaten. Tom overtuigt de onwillige Huck en hun stuntelige vrienden Joe Harper en Ben Rogers ervan een pandjeshuis te beroven waar hun vriend en contactpersoon, de alcoholische zwerver Muff Potter, gelooft dat Injun Joe, een woeste en moordzuchtige blanke beroepscrimineel die de Indiaanse cultuur bewondert en de schat van Murrell heeft verborgen. Tom legt uit dat het beroven van slechteriken hen tot goeden maakt.
Het wordt ingewikkeld als Toms commandant hem de opdracht geeft om Becky Thatcher, een enthousiaste beginnende partner te trainen. De overval van de overvallers loopt mis. Maar dat houdt Tom niet tegen, in plaats daarvan leidt hij de bende op een wilde schattenjacht van de ene mysterieuze aanwijzing naar de andere. Wanneer Hucks vriend, de Mexicaanse dagloner Jorge Jimenez, wordt aangezien als onderdeel van de activiteiten van de bende en wordt gearresteerd, leiden Huck en Tom, op de vlucht voor een wraakzuchtige Injun Joe en de politie, de bende op een missie om hem te redden en helden te worden.

## Rolverdeling
- Kyle Gallner – als Huck Finn
  - Gabriel Bateman – als jonge Huck
- Adam Nee – als Tom Sawyer
  - Willem Miller – als jonge Tom
- Matthew Gray Gubler – als Joe Harper
- Hannibal Buress – als Ben Rogers
- Melissa Benoist – als Becky Thatcher
- Daniel Edward Mora – als Jorge Jimenez aka Jim
- Stephen Lang – als Injun Joe
- Eric Christian Olsen – als Sid Sawyer
- Johnny Pemberton – als Tommy Barnes
- Beth Grant – als Widow Douglas
- Cooper Huckabee – als Muff Potter
- Lee Garlington – als Luitenant Polly
- Creed Bratton – als Dobbins

## Release
De film ging in première op 13 juni 2015 op het Filmfestival van Los Angeles. Band of Robbers werd opgepikt voor distributie door Gravitas Ventures en werd in Amerika op 15 januari 2016 in beperkte mate uitgebracht in bioscopen in 11 steden.

## Ontvangst
Op Rotten Tomatoes heeft Band of Robbers een waarde van 78% en een gemiddelde score van 6,50/10, gebaseerd op 27 recensies. Op Metacritic heeft de film een gemiddelde score van 57/100, gebaseerd op 12 recensies.

## Prijzen en nominaties
| Jaar | Prijs                        | Categorie       | Genomineerde(n)      | Uitslag     |
| ---- | ---------------------------- | --------------- | -------------------- | ----------- |
| 2015 | Filmfestival van Los Angeles | Zeitgeist Award | Aaron Nee & Adam Nee | Genomineerd |